# Danie G. Krige
Daniel Gerhardus Krige (Bothaville, Sudáfrica, 26 de agosto de 1919 - Johannesburgo, Sudáfrica, 3 de marzo de 2013) fue un ingeniero de minas, pionero en el campo de la geoestadística, y profesor en la Universidad del Witwatersrand en Sudáfrica. Los trabajos empíricos de Krige para evaluar recursos minerosfueron formalizados en la década de 1960 por el ingeniero francés Georges Matheron.
Matheron desarrolló el método kriging, basado en las investigaciones de Krige en el campo de la geoestadística.

## Biografía
Nació en Bothaville, el 26 de agosto de 1919, pero se crio en Krugersdorp, una ciudad ubicada en la región del West Rand. Se matriculó en la Escuela Superior de Krugersdorp Monumento en 1934, a la edad de 15 años, y se graduó con una licenciatura (Esp.) Grado en Ingeniería de Minas de la Universidad de Witwatersrand a finales de 1938, con tan solo 19 años.
En 1938 se unió a Anglo Transvaal, donde trabajó en una serie de minas de oro hasta 1943, ganando una amplia gama de experiencia en el estudio, muestreo y evaluación de minerales. Luego se unió en el Departamento de Ingeniería Minera, lugar donde trabajó durante ocho años. Ahí participó en las negociaciones de uranio con las autoridades británicas y estadounidenses, diseñando la fórmula de precios del uranio para los contratos que permitieron el establecimiento de la industria del uranio rentable de Sudáfrica, durante la década de 1950. En ese periodo comenzó su trabajo pionero en la aplicación de la estadística matemática a la valoración de nuevas minas de oro usando un número limitado de pozos y de las reservas de mineral para las minas existentes.
Sus primeros trabajos en la aplicación de la estadística matemática, algunos publicados en francés, fueron de interés mundial, lo que llevó al desarrollo de la ciencia y de los conceptos que rodean la evaluación espacial de los recursos y reservas mineras conocidas como geo-estadística. Esto contribuyó a la mejora de las técnicas de evaluación de minerales, así como a la reducción de los riesgos financieros asociados a las inversiones en las empresas mineras. Además, sus contribuciones a las evaluaciones de los yacimientos minerales se los identifica en el presente con el término "kriging", que se utiliza para describir un proceso evaluación espacial de interpolación estadística, que es conocida y practicada en los círculos internacionales de minería.
Krige continuó su trabajo en geo-estadística a lo largo de su carrera como Ingeniero del Grupo Financiero Anglovaal hasta su jubilación, en 1981, lo que sucedió después de diez años como profesor de Economía de Minerales de la Universidad de Witwatersrand. Hasta su muerte se desempeñó como consultor e ingeniero profesional registrado.
Publicó alrededor de 90 artículos técnicos y conferencias, y además participó en congresos internacionales de muchos países. Sus contribuciones fueron reconocidos por la Universidad Witwatersrand a través de la concesión del grado de D.Sc. (Esp.), en 1963. Además, su trayectoria fue reconocida con tres doctorados honoris causa otorgados por las universidades de Pretoria, UNISA Estatal de Moscú y Minería University. Recibió también premios del Instituto Sur Africano de Minería y Metalurgia, la Asociación Internacional de Geología Matemática, Die Akademie Suid Afrikaanse vir Wetenskap en Kuns, la PYME del Instituto Americano de Ingenieros de Minas, el Centro Internacional APCOM Consejo en 1999, la Universidad de Antofagasta en Chile, y por el presidente sudafricano (Orden de Servicio Meritorio, Clase 1, Gold).
Krige hizo parte de varios comités gubernamentales, en particular el de ayudas estatales a las minas de oro (1967/8), y diseñó la fórmula de ayudas estatales que permitió a muchas minas sobrevivir a un período de bajos precios del oro. También hizo parte de varios comités impuestos y de la misión de la minería a Irán en 1974. Fue miembro vitalicio y/o honorario de varias sociedades técnicas a nivel local e internacional, incluyendo la Royal Society de Sudáfrica. Durante el período al servicio del Gobierno también manejó varias de las solicitudes de arrendamiento de posguerra en el Estado Libre y yacimientos de oro Klerksdorp. El hecho de que las decisiones sobre nuevas minas de oro, de vital importancia para el Estado y la economía en su conjunto,  fueran adoptadas en un número limitado de pozos de perforación sin ningún análisis científico de los riesgos de fracaso, lo estimuló a iniciar la investigación básica sobre la evaluación de minas. Su enfoque se basa en la aplicación de la estadística matemática a estos problemas, un enfoque del cual muy poco se sabía en todo el mundo en ese momento, pero que ya se había iniciado Sichel en Sudáfrica, a través del modelo de distribución de frecuencias log-normal.
En 1951, Krige publicó un artículo en la Revista de Química y Metalúrgica de la Sociedad de Minería de Sudáfrica, en el que trató la explicación estadística de los sesgos condicionales en las valoraciones de bloques de mineral, lo que estimuló su uso en las minas de oro, implementando varias correcciones de regresión para rutinarias valoraciones del mineral de reserva, una técnica que, en efecto, fue el primer uso sobre una base elemental de lo que ahora se conoce como Kriging. En 1952 introdujo, entre otros, los conceptos básicos de geoestadística de "apoyo", "estructura espacial", "unidades mineras selectivas" y "curvas de tonelaje-ley". Su trabajo en 1951 se basó en su M.Sc. (Esp.) Tesis presentada en el Departamento de Ingeniería de Minas de la Universidad de Witwatersrand, y expuso su trabajo pionero en la geoestadística más detallada. Sus primeros trabajos de investigación que han estimulado el interés en los círculos mineros varios extranjeros, fueron republicados en francés, en 1955, dando como resultado un importante esfuerzo de investigación por parte de los ingenieros de minas francesas . Esto, a su vez, condujo a la creación de la escuela, ahora mundialmente famosa, de evaluación de mineral, en Fontainebleau: Le Centre de Geostatistique de l'École des Mines de París.